# باره، رکوواتس
باره (به صربی: Bare) یک روستا در صربستان است که در Rekovac واقع شده‌است.
 باره  ۷۷ نفر جمعیت دارد.